# St. Kathrein am Hauenstein
St. Kathrein am Hauenstein, Sankt Kathrein am Hauenstein – gmina w Austrii, w kraju związkowym Styria, w powiecie Weiz. Liczy 682 mieszkańców (1 stycznia 2015).